# Ängsjö friluftsgård

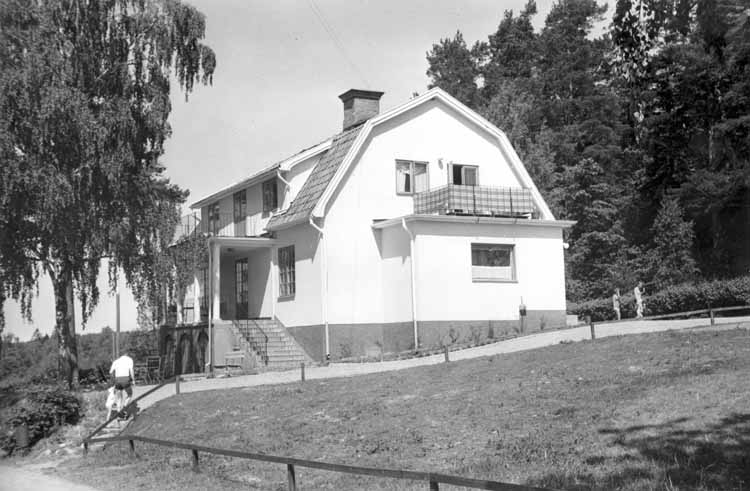
Huvudbyggnaden vid Ängsjö friluftsgård i Järfälla kommun. Byggnaden används sedan 1960 som friluftsanläggning. Foto från juni 1968. Fotograf: Lars Gustafsson j:r.

Ängsjö friluftsgård är en anläggning för friluftsliv, det är ett friluftsområde som ligger längst i norr vid Mälaren vid nordspetsen i norra Järfälla kommun, cirka 4 km norr om Stäket. Vid friluftsgården finns möjlighet att motionera, träna och aktivera sig året runt. Här finns möjlighet att bada bastu, uppleva naturen och att få frisk luft. Ängsjö friluftsgård ägs av Järfälla kommun och har adress Ängsjövägen 141 i Järfälla. Buss 548 går till och från Ängsjö med start- och slutpunkt vid Kallhälls station.

## Sommaraktiviteter
Vid friluftsgården finns stora grönytor för lekar, bollspel och pick-nick. Vid Ängsjö friluftsgård finns det motionsspår och motionsslingor i olika längder, båt- och kanotuthyrning, grillplatser, barnvänliga badplatser, handikappvänlig strandpromenad, naturstig, äventyrsstig för barn och vildmarkshydda samt gungor. Här finns också en indianby med fort. Under sommaren kan man hyra kanoter och roddbåtar.

## Vinteraktiviteter
På vintern finns en rundbana för skridskoåkning på 2,5 km som ordnas på Mälaren, med anslutning till Vikingaslingan, då isen tillåter detta.

## Servering och café
Vid Ängsjö friluftsgård finns också en servering med café och försäljning av kaffe, kaffebröd och glass med mera och med möjlighet att sitta vid bord och stolar utomhus.

## Lokaler för uthyrning
Inom Ängsjö friluftsområde finns det fyra lokaler att hyra. Uthyrning kan ske för till exempel klassfester, övernattningar eller vid konferens av olika slag. Det finns tre uppvärmda raststugor, varav en är öppen dygnet runt och två finns att hyra. Tre hälsingestugor finns för uthyrning. Övernattning med möten och konferenser kan ordnas i Lugnhamn.

## Motionscentral
På området ligger det en motionscentral med bastu, dusch och omklädningsrum mot en viss kostnad, då krävs köp av inpasseringsknappar. Toaletterna vid motionscentralen är öppna dygnet runt, de är kostnadsfria. En hjärtstartare eller defibrillator finns tillgänglig på plats i motionscentralen.

## Historia
1694 var Ängsjö bebott och då kallades Ängsjö för Lilla Klomsten. Genom åren har gården genomgått skiftande öden.
1958 köptes Ängsjö gård av Järfälla kommun för att användas som friluftsgård. Verksamheten kom igång 1960 och sedan dess har det funnits servering på bottenvåningen i Ängsjös villaliknande manbyggnad.
Vid Lugnhamn bodde också under en lång period Sollentuna häradsallmännings skogvaktare. Mycket pekar på att de första bodde här redan i slutet av 1600-talet och den senaste flyttade härifrån till Strömsdal 1875. I mantalslängden från 1800 var flera personer upptagna som boende vid Lugnhamn. Naturforskaren Anders Sparrman var en av de personer som var upptagna som boende. Han var en känd Linnélärjunge och han deltog bland annat på James Cooks andra resa i Söderhavet och i Södra Ishavet.

## Lugnhamn och flyttblocket Klomsten
Söder om badplatsen, nere vid stranden, har det funnits en hamn, platsen kallas Lugnhamn, till in på 1900-talet. Kvar finns en ångbåtsbrygga samt husgrunder som möjligen är resterna efter ett tegelbruk. Invid Lugnhamn finns också ett flyttblock, som är ett av de mäktigaste minnena från istiden i kommunen. På en karta från 1600-talet är flyttblocket utmärkt med namnet "Tjuvstenen". Ett annat namn som förekommer på flyttblocket är Klomsten vilket också var namnet på det torp som låg i stenens närhet, och som är känt första gången på 1460-talet. I slutet av 1700-talet etablerades här ett linneblekeri och en spinnskola. I samband med detta bytte Klomsten namn till Lugnhamn. Den timrade och panelade byggnaden under brutet tak, som i dag kallas Lugnhamn, var med största sannolikhet linneblekeriets huvudbyggnad redan vid 1700-talets slut.

## Naturbeskaffenhet
Invid Ängsjö friluftsgård finns skogklädda höjder och det ligger sammanlagt tio synliga rösen och övermossade, jordfria, stensättningar av typisk karaktär från bronsålder eller äldsta järnålder. På en av höjderna ligger fem av gravarna samlade till ett mindre gravfält. Tillsammans med de övriga fornlämningarna tyder detta på en bosättning i området under den aktuella perioden.
De naturliga förutsättningarna för jordbruk eller boskapsskötsel i området är näst intill obefintliga. Däremot var bebyggelseläget säkerligen idealiskt för människor som livnärde sig på fiske och jakt. Man hade nära till vattnet vid Mälaren, men skyddades av Stäksön från de stora fjärdarna på Mälaren. Området låg också bra till ur kommunikationssynpunkt, eftersom Mälaren var en viktig vattenled redan under bronsålder. Inga gravar eller andra anläggningar från yngre järnålder är kända i området och det finns därför ingenting som tyder på att bosättningen fortsatt in i denna tid.